# Rolpaal (scheepvaart)

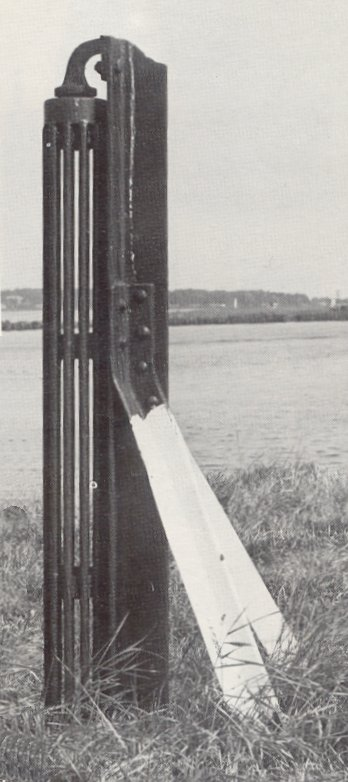
Rolpaal langs trekvaart

Een rolpaal, ook draaipaal, jaagpaal of rollepaal genaamd, is een paal die vroeger werd gebruikt als hulpmiddel bij het jagen of trekken van schepen. Daarbij werd het schip – bij vervoer van passagiers trekschuit genoemd – met een touw voortgetrokken door een mens of paard die daarbij over het jaagpad liep.
Rolpalen stonden op plaatsen waar kanalen, vaarten en sloten een bocht maakten. De lijn tussen de trekschuit en trekker werd bij het nemen van scherpe bochten om een rol- of draaipaal gelegd. De schipper zorgde, door het geven van tegenroer, dat de boot zonder de kant te raken de bocht kon nemen.
Een rolpaal is een stevige ijzeren constructie met aan de boven- en onderzijde een oog. In deze ogen loopt een houten of ijzeren rol, waar de lijn langs rolt. Daaraan ontleent de 'rolpaal' ook zijn naam.
De rolpaal is in Nederland een zeer zeldzame verschijning geworden. In de provincie Groningen staan de meeste rolpalen. Drie hiervan zijn rijksmonument, waaronder die bij de Leenstertillen. Ook in Drenthe, Friesland, Overijssel en Zuid-Holland staan nog enkele originele rolpalen. In Dedemsvaart in de provincie Overijssel staat een rollepaal in originele staat op het industrieterrein. Dit industrieterrein is tevens naar "Rollepaal" vernoemd. Verder kan men aan de Utrechtse Vecht, ter hoogte van Oud-Zuilen en Maarssen, nog enkele van deze palen aantreffen. Dit zijn echter replica's. In 2009 is bij de buurtschap Rolpaal in Ooststellingwerf een replica van een rolpaal geplaatst. Ook in Schipluiden in Midden-Delfland zijn nog rolpalen te zien, twee originelen en sinds 2017 twee replica's.

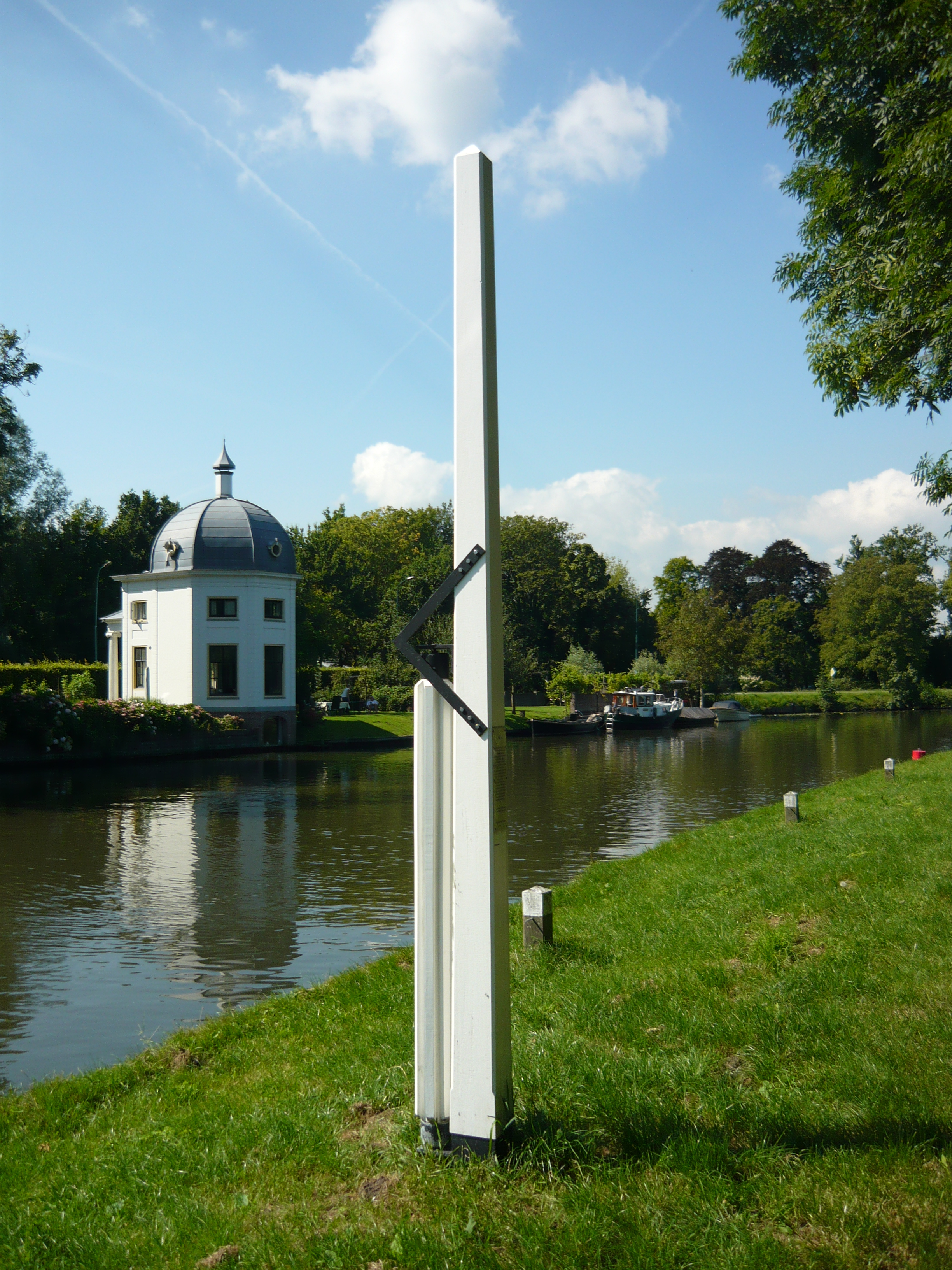
Gereconstrueerde (2005) rolpaal bij Maarssen langs de Vecht
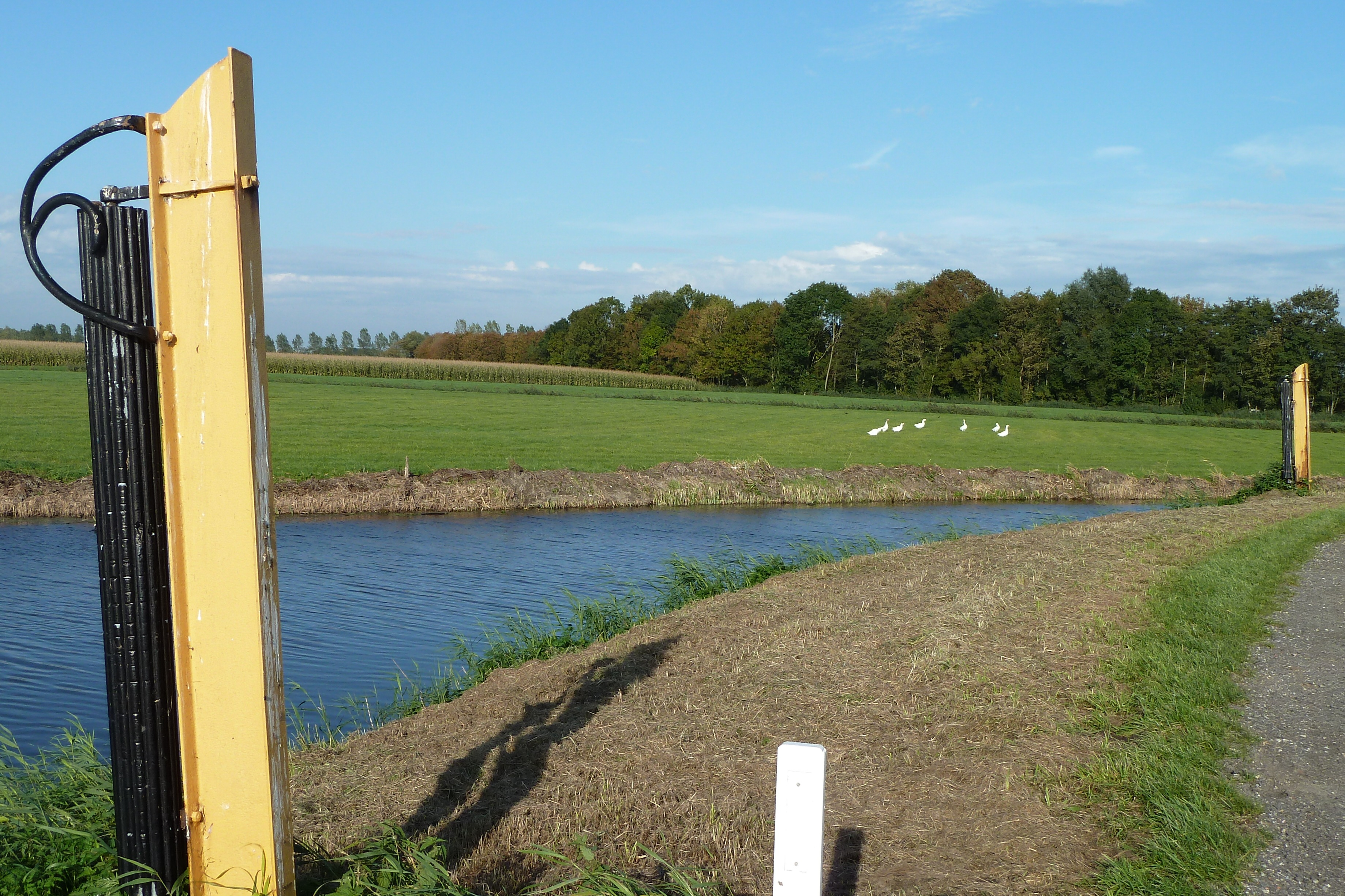
Rolpalen bij het Oldehoofsch kanaal nabij Feerwerd
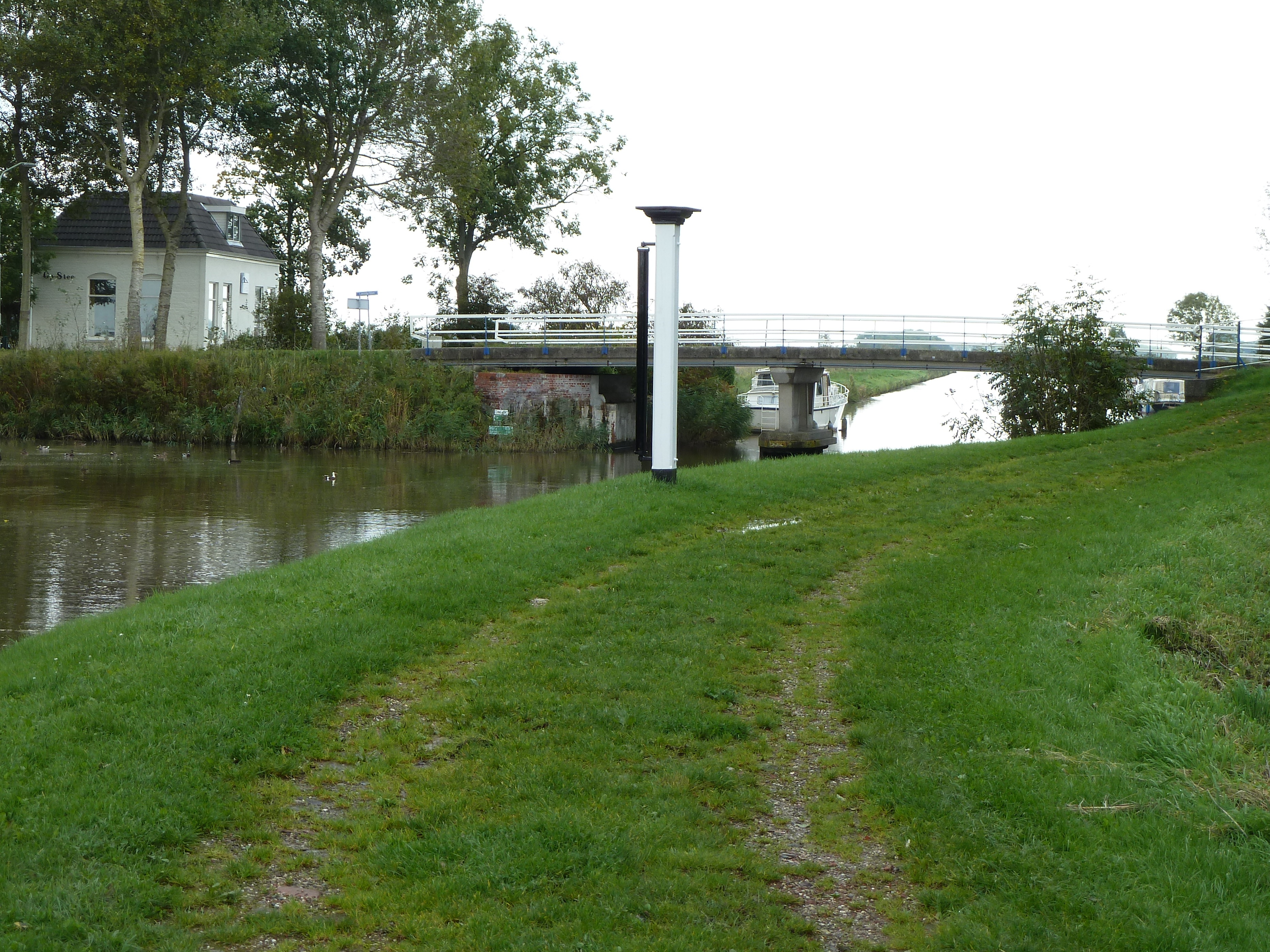
Rolpaal bij het Hunsingokanaal (Leenstertillen)
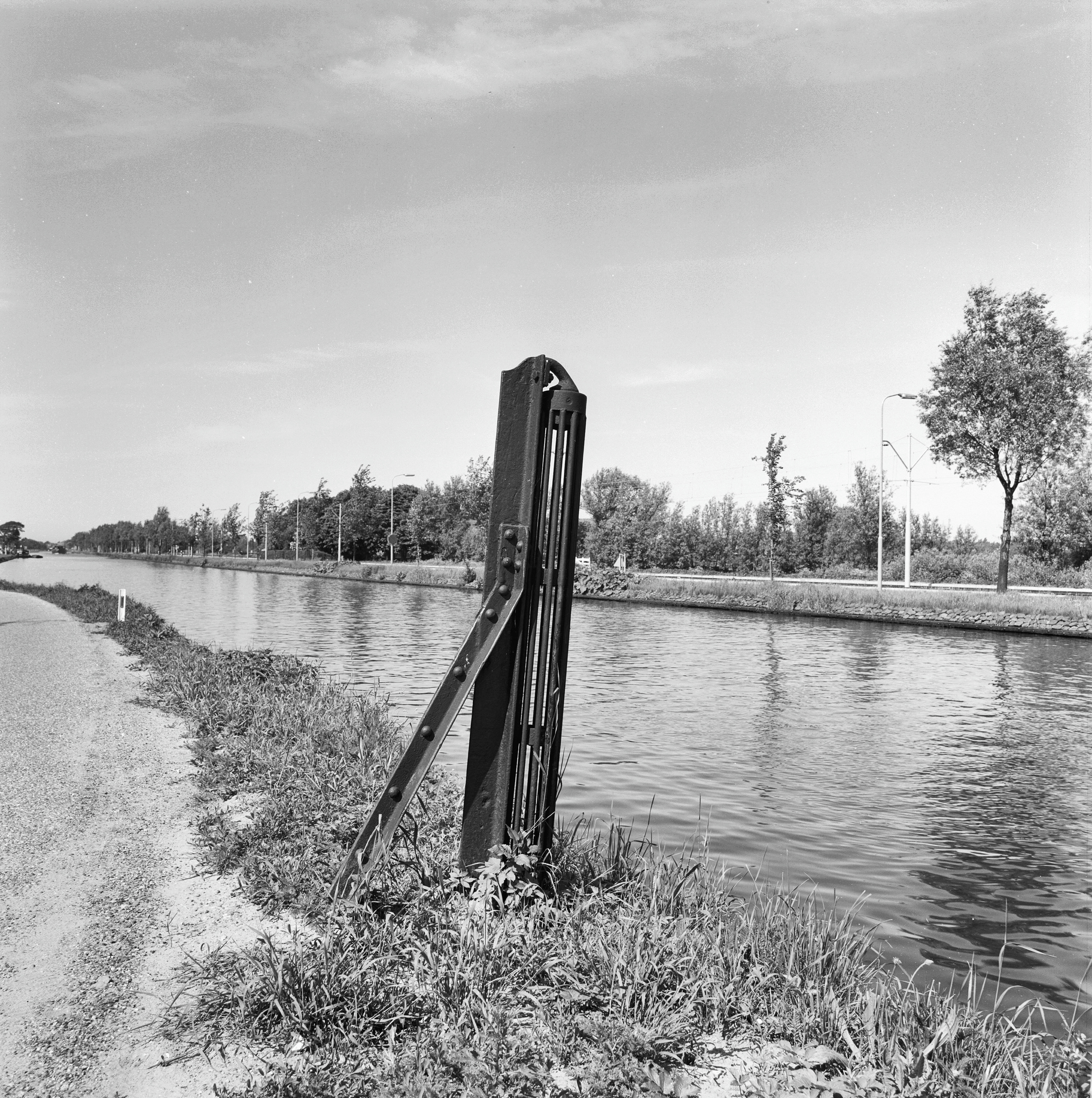
Rolpaal langs de Delftsche Vliet, nabij het gemaal van de Plaspoelpolder

### Buurtschappen
- Rolpaal in de gemeente Ooststellingwerf in de provincie Friesland
- Rolpaal in de gemeente Westland in de provincie Zuid-Holland